# Área de estudio de vida silvestre (Estados Unidos)

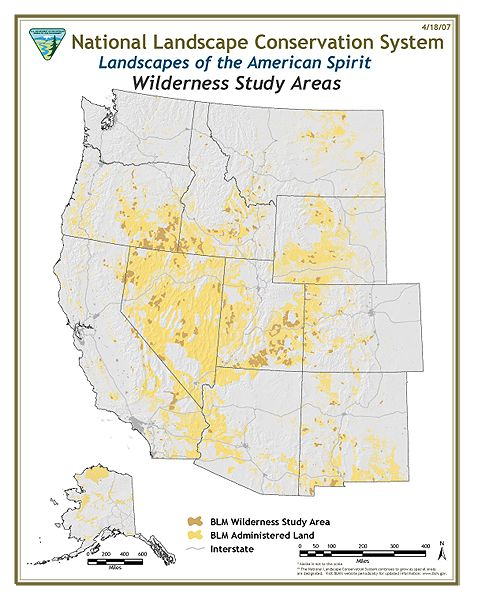
Mapa de las áreas de estudio de vida silvestre de la BLM.

Un área de estudio de vida silvestre (o salvaje) (en inglés, Wilderness Study Area, WSA) es un área natural no desarrollada que está en tierras federales de los Estados Unidos y que conserva su carácter primitivo, sin mejoras permanentes o asentamientos humanos, y que es gestionada para conservar sus condiciones naturales. Las áreas de estudio de vida silvestre no se incluyen en el Sistema de Preservación de Áreas Salvajes Nacionales («National Wilderness Preservation System») hasta que el Congreso de los Estados Unidos la aprueba según la legislación de vida silvestre. 
En tierras gestionadas por el Bureau of Land Management, un área de estudio de vida silvestre es un área sin caminos que ha sido inventariada (pero no designada por el Congreso) y que reúne las características de vida silvestre, tal como se describen en la sección 603 de la ley de Gestión y Ordenación de Tierras Federales de 1976 («Federal Land Policy and Management Act») y la Sección 2(c) de la ley de Vida Silvestre de 1964 («Wilderness Act»). Las áreas de estudio de vida silvestre tiene las siguientes características: 
- Tamaño - zonas sin caminos de al menos 20 km² (5.000 acres) de tierras públicas o de un tamaño manejable;
- Naturalidad - en general, parecen haber sido afectadas principalmente por las fuerzas de la naturaleza;
- Oportunidades - proporciona excelentes oportunidades para la soledad o los usos recreativos en áreas primitivas y no confinadas.[1]

La agencia BLM administra las áreas de estudio en el marco del Sistema de Conservación de Paisajes Nacionales («National Landscape Conservation System») para proteger su valor silvestre hasta que el Congreso decida si conviene o no designarlas como área silvestre (wilderness area). Las listas de vida silvestre a menudo incluyen la llamada «liberación de lenguaje» («release language») que elimina las áreas de estudio no seleccionadas para su designación. 
Algunas áreas de estudio de vida silvestre son gestionadas exactamente lo mismo que las áreas de vida silvestre y las normas de otros permiten actividades que están generalmente excluidas de las áreas de vida silvestre. Por ejemplo, en algunas áreas de estudio permiten la práctica del mountain bike y el uso de vehículos off-road.
En marzo de 2009, en el Sistema de Conservación de Paisajes Nacionales había 604 áreas de estudio de vida silvestre, con una superficie total de 62.966 km². (Hay un listado de todas las áreas de estudio en el artículo Anexo:Unidades del Sistema de Conservación de Paisajes Nacionales (EE. UU.)).